# Мальформация Арнольда — Киари
Мальформация Арнольда — Киари — опущение миндалин мозжечка в большое затылочное отверстие со сдавливанием продолговатого мозга. В тяжелых случаях (мальформация Киари 2) отмечаются также гидроцефалия, сирингомиелия и менингомиелоцеле. Заболевание проявляется симптомами поражения продолговатого мозга, мозжечка (затылочные боли, нарушение глотания, атаксия) разной выраженности, симптомами поражения спинного мозга и др. Может сочетаться с базилярной импрессией или инвагинацией, ассимиляцией атланта. Патологическая аномалия названа в честь учёных Юлиуса Арнольда и Ганса Киари.
В норме миндалины мозжечка расположены выше большого затылочного отверстия. У пациентов с аномалией Арнольда-Киари миндалины мозжечка смещаются вниз до уровня первого, а иногда, и второго шейных позвонков, блокируя ток спинномозговой жидкости.
Ранее считалось, что аномалия Арнольда-Киари всегда носит врожденный характер, однако сейчас полагают, что у большинства людей смещение миндалин мозжечка происходит во время бурного роста мозга в условиях медленно растущих костей черепа. Только небольшое количество пациентов с аномалией Арнольда-Киари действительно имеют врожденный характер заболевания. Так же существуют другие врожденные заболевания, которые могут приводить к смещению миндалин мозжечка. К ним относятся — платибазия, базилярная инвагинация, аномалия Денди-Уокера и др.
C 2005 года существует новая теория, которая считает, что причиной Мальформации или Синдрома Арнольда Киари 1 является анормальное натяжение спинного мозга из-за напряженной концевой нити. Также эта теория связывает с натяжением спинного мозга и другие проблемы, которые часто появляются вместе с Синдромом Арнольда Киари 1: идиопатическую сирингомиелию, идиопатический сколиоз, платибазию, базиллярную импрессию и т. д.

## Эпидемиология
Частота этого заболевания составляет от 3.3 до 8.2 наблюдений на 100000 населения.
Сирингомиелия развивается у 80 % больных этим заболеванием.
Средний возраст пациентов — 25-40 лет.

## Типы
Типы Синдрома Арнольда Киари (САК):
САК.I. Опущение миндалин мозжечка (ОММ) без какой-либо иной мальформации нервной системы.
САК.II. ОММ с нейропозвоночной мальформацией, при которой спинной мозг прикреплен к позвоночному каналу.
САК.III. ОММ с затылочной энцефалоцеле и мозговыми аномалиями при САК.II.
САК.IV. ОММ аплазия или гипоплазия мозжечка, связанная с аплазией намёта мозжечка.
САК.0. В настоящее время зарегистрированы случаи клинической картины, свойственной САК.I, без ОММ.
САК.1.5. Недавно описан САК.1,5 с ОММ и опущением ствола головного мозга в затылочное отверстие.
На основании анализа клинико-рентгенологических и нейровизуализационных наблюдений выделено 3 варианта САК I: передний, промежуточный и задний (С. В. Можаев и соавт., Институт мозга человека РАН, Санкт-Петербург, кафедра неврологии и нейрохирургии СПбГМУ, 2007):
- передний вариант сочетает в себе отклонение зуба С2 позвонка кзади, платибазию или базилярную импрессию, а также нависание продолговатого мозга над зубовидным отростком;
- промежуточный вариант предполагает элементы компрессии вентральных отделов продолговатого и верхнешейных сегментов спинного мозга зубовидным отростком С2 позвонка и дорсальных — сместившимися миндалинами мозжечка;
- задний вариант предполагает элементы компрессии дорсальных отделов продолговатого и верхнешейных сегментов спинного мозга смещенными в большое затылочное отверстие миндалинами мозжечка.

## Лечение
Подзатылочная декомпрессионная краниотомия (ПДК) не устраняет причину заболевания. ПДК при Синдроме Арнольда Киари I (САК.I) всего лишь освобождает от давления на нервную систему в затылочном отверстии, что может иногда сопровождаться временными клиническими улучшениями в постоперационный период.
Данное лечение имеет высокий показатель осложнений и смертности (0,7-12 %), который можно допустить в случаях более высокой смертности, например, опухоли, сосудистых мальформаций или гематом затылочного отверстия. Но показатель внезапной смертности от заболевания, САК.I, несоизмеримо ниже показателя смертности от предлагаемого лечения, в последние три десятилетия было опубликовано 8 таких случаев:
«… in the literature, mortality rates vary from 0,7 % (AGHAKHANI, J.N. et al. 1999) to 1,4 % (PAUL, K.S. et al. 1983) and 12,1 % (LORENZO, D.N. et al. 1982) two patients of our series died in the early postoperative period, indicating a surgical mortality of 1 %…» (KLEKAMP, J.; SAMI, M. 2012).
Рассечение концевой нити при опущении миндалин мозжечка или САК.I гораздо менее травматичен, чем традиционное лечение (открытие задней черепной ямки при ПДК). Индекс осложнений и смертности при рассечении концевой нити с помощью минимально инвазивной техники равен нулю.

## Медкомиссия в военкомате
Симптомы заболевания не сопоставимы со службой в армии: боли в затылке, могут усиливаться во время кашля, натуживания (35–50%), боль в шее (15%), слабость, онемение в руках (60%), неустойчивость при ходьбе (40%), двоение в глазах, нарушение речи, трудности при глотании — 5–25%, шум в голове (15%). В расписании болезней, освобождающих от службы в армии (постановление Правительства РФ от 04.07.2013 N 565 (ред. от 24.12.2021)), мальформация Арнольда-Киари отсутствует, а вызванные расстройства зачастую освидетельствуются по статье 23 (пункты "а", "б" или "в", в зависимости от степени болезни) как врожденные аномалии (пороки развития) нервной системы.